# Tel qu'il est
Tel qu'il est est une chanson d'amour de 1936 signée Maurice Alexander, Charlys et Maurice Vandair, interprétée par Fréhel. Elle est composée sur un air de tango avec des paroles humoristiques.
Fréhél, accompagnée par l'accordéoniste Maurice Alexander et son orchestre, l'enregistre en juillet 1936 pour la firme Columbia. Elle paraît sur disque 78 tours, en face B de C’est un bureaucrate.
Tel qu'il est est reprise ensuite par Georgette Plana et Berthe Sylva, puis Annie Cordy et Renaud.